# بازآرایی کورتیوس
بازآرایی کورتیوس(به انگلیسی: Curtius rearrangement) که با نام‌های واکنش کورتیوس و تخریب کورتیوس نیز شناخته می‌شود، یک واکنش شیمیایی از نوع بازآرایی است که طی آن یک آسیل آزید به یک ایزوسیانات تبدیل می‌شود. این واکنش نخستین بار توسط شیمیدان آلمانی تئودور کورتیوس کشف و توصیف شد.

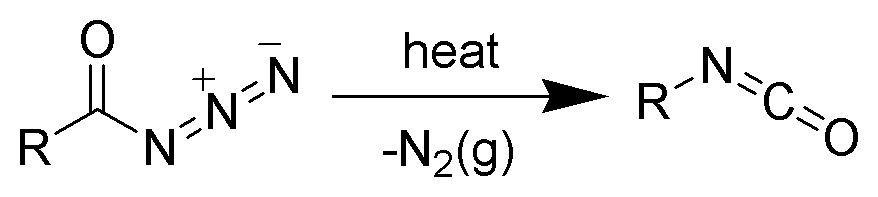
بازآرایی کورتیوس

## سازوکار
سازوکار پیشنهادی برای واکنش کورتیوس به صورت زیر است:

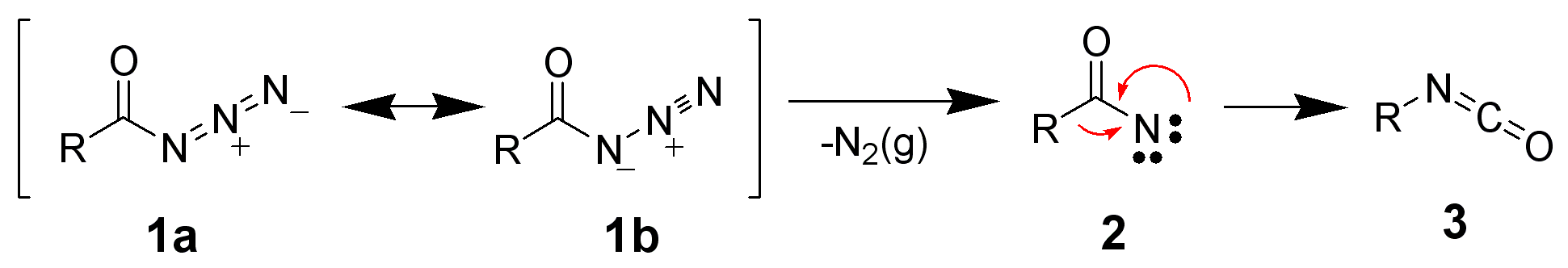
سازوکار بازآرایی کورتیوس